# Пембрук (Вірджинія)
Пембрук (англ. Pembroke) — місто (англ. town) в США, в окрузі Джайлс штату Вірджинія. Населення — 1152 особи (2020).

## Географія
Пембрук розташований за координатами 37°19′20″ пн. ш. 80°38′10″ зх. д. / 37.32222° пн. ш. 80.63611° зх. д. (37.322219, -80.636164).  За даними Бюро перепису населення США в 2010 році місто мало площу 2,86 км², уся площа — суходіл.

## Демографія
Згідно з переписом 2010 року, у місті мешкало 1128 осіб у 512 домогосподарствах у складі 319 родин. Густота населення становила 395 осіб/км².  Було 555 помешкань (194/км²).
Расовий склад населення:
| - 91,3 % — білих - 6,2 % — чорних або афроамериканців - 0,2 % — корінних американців - 0,2 % — азіатів |

До двох чи більше рас належало 2,1 %. Частка іспаномовних становила 0,9 % від усіх жителів.
За віковим діапазоном населення розподілялося таким чином: 19,9 % — особи молодші 18 років, 62,9 % — особи у віці 18—64 років, 17,2 % — особи у віці 65 років та старші. Медіана віку мешканця становила 42,6 року. На 100 осіб жіночої статі у місті припадало 98,2 чоловіків;  на 100 жінок у віці від 18 років та старших — 96,7 чоловіків також старших 18 років.
Середній дохід на одне домашнє господарство  становив 45 542 долари США (медіана — 39 474), а середній дохід на одну сім'ю — 60 086 доларів (медіана — 49 271). За межею бідності перебувало 16,1 % осіб, у тому числі 10,5 % дітей у віці до 18 років та 11,4 % осіб у віці 65 років та старших.
Цивільне працевлаштоване населення становило 541 осіб. Основні галузі зайнятості: виробництво — 26,8 %, освіта, охорона здоров'я та соціальна допомога — 17,4 %, мистецтво, розваги та відпочинок — 11,6 %, науковці, спеціалісти, менеджери — 9,4 %.